# Wally Whyton
Wallace Victor "Wally" Whyton (Londen, 23 september 1929 - 22 januari 1997) was een Britse muzikant, componist en tv-presentator. In Vlaanderen en Nederland is hij bekend van het liedje Laat ons een bloem van Louis Neefs, waarvan hij de oorspronkelijke, Engelstalige versie componeerde (Leave them a flower).
Whyton werd geboren en groeide op in Londen, waar hij al snel in aanraking kwam met de jazz, blues en folk-muziek. Als pianist, trombonist en gitarist trad hij begin jaren 50 regelmatig op. Het grote succes kwam in 1956 toen hij The Vipers Skiffle Group oprichtte, een groep die zich specialiseerde in de toen erg populaire skiffle-muziek. Nog datzelfde jaar had de groep twee top 10-hits in de Britse hitparade. De platen werden geproduceerd door George Martin, die een paar jaar later de producer zou worden van The Beatles.
Na het uiteenvallen van de groep in 1960 richtte Whyton zich op televisiewerk. Voor de commerciële zender Associated-Rediffusion presenteerde hij kinderprogramma's zoals Small time, Lucky Dip, Tuesday Rendezvous en The Five O'Clock Funfair. Naast het presenteren zong hij in deze programma's ook vaak zelfgeschreven liedjes, waarbij hij zichzelf begeleidde op de gitaar.
Vanaf de jaren 60 tot in de jaren 90 presenteerde hij tevens folkprogramma's voor BBC Radio 2.
Daarnaast nam hij met enige regelmaat platen op, die voornamelijk folk-getint materiaal bevatten. Leave them a flower, een van de eerste eco-protestliederen, schreef en zong hij in 1968. Het werd geen hit, maar de Nederlandse versie van Louis Neefs (als Laat ons een bloem) werd een klassieker in het oeuvre van Neefs.
Wally Whyton overleed op 22 januari 1997 op 67-jarige leeftijd.
- Bibliothèque nationale de France: cb14780288c (data)
- International Standard Name Identifier: 0000 0000 7881 3619
- Library of Congress Control Number: no2007016122
- MusicBrainz: cc2e2b1e-e375-44ab-b7f0-e8bc6204ca4a
- SNAC: w6578v6v
- Virtual International Authority File: 79736549
- WorldCat: E39PBJbxG4wcw3JqbdPdTMqG73